# Nicklas Pedersen
Nicklas Pedersen (sinh ngày 10 tháng 10 năm 1987) là một tiền đạo bóng đá chuyên nghiệp của Đan Mạch, hiện đang chơi cho KV Oostende ở giải vô địch bóng đá Đan Mạch.

## Sự nghiệp
Pedersen bắt đầu sự nghiệp bóng đá của mình với Herfølge BK trong Giải hạng 1 Đan Mạch. Anh đã chơi lần đầu trong đội tuyển bóng đá quốc gia U-21 Đan Mạch vào tháng 8 năm 2007, và có bước đột phá cá nhân với câu lạc bộ Superliga Đan Mạch Nordsjælland vào tháng 9 năm 2007. Trong tháng 1 năm 2009, Pedersen ký hợp đồng với câu lạc bộ bóng đá Hà Lan FC Groningen. FC Groningen trả FC Nordsjælland 2.200.000 € cho vụ chuyển nhượng này.

## Bàn thắng quốc tế
Scores and results list Denmark's goal tally first.
| #  | Ngày               | Địa điểm                           | Đối thủ | Ghi bàn | Kết quả | Giải đấu |
| -- | ------------------ | ---------------------------------- | ------- | ------- | ------- | -------- |
| 1. | 5 tháng 6 năm 2013 | Nordjyske Arena, Aalborg, Đan Mạch | Gruzia  | 1–1     | 2–1     | Giao hữu |